# Aeropuerto de Aklavik
El Aeropuerto de Aklavik (del inglés: Aklavik/Freddie Carmichael Airport) (IATA: LAK, OACI: CYKD) está ubicado adyacente a Aklavik, Territorios del Noroeste, Canadá. Este aeródromo fue construido en el cauce del Peel Channel de delta del río Mackenzie. Aklavik fue el centro regional pero era propenso a ser inundado. En 1959, Inuvik, fue propuesto para la construcción de un aeropuerto más grande, con conexiones a carreteras, nuevas enfermerías, casas y un innovador sistema de puertas público. Aklavik se mantiene como una pequeña villa tradicional que tiene conexiones aéreas.

## Aerolíneas y destinos
- Aklak Air
  - Inuvik / Aeropuerto de Inuvik
- North-Wright Airways
  - Inuvik / Aeropuerto de Inuvik